# Partido Cívico de Solidaridad
El Partido Cívico de Solidaridad (en azerí: Vətəndaş Həmrəyliyi Partiyası) es un partido político conservador nacionalista azerbaiyano. Fue fundado en septiembre de 1992 por Sabir Rustamkhanli, un poeta azerbaiyano que entró en la política. 
En las elecciones parlamentarias azeríes de 2010 el partido obtuvo el 1,6% de los votos y 3 escaños de un total de 125 escaños en la Asamblea Nacional de la República de Azerbaiyán.